# Flachstängeliges Laichkraut
Das submers lebende Flachstängelige Laichkraut (Potamogeton compressus) ist ein ausdauernder Vertreter aus der Familie der Laichkrautgewächse (Potamogetonaceae). Das Flachstängelige Laichkraut blüht unter Wasser zwischen Juni und September. Unter Wasser werden auch seine Blüten bestäubt (Hydrophilie). Seine mit einem kleinen Höcker versehenen Früchte werden ebenfalls durch das Wasser ausgebreitet (Hydrochorie).

## Vorkommen
Das in Deutschland durch Eutrophierung und Gewässerverschmutzung stark gefährdete Flachstängelige Laichkraut kommt in meso- bis eutrophen, stehenden oder langsam fließenden Gewässern vor. Es steht in Deutschland auf der Roten Liste der Gefäßpflanzen und ist stellenweise sehr selten geworden. Es kommt sonst in den gemäßigten Breiten Eurasiens vor.   Es ist eine Charakterart des Verbands Potamogetonion.

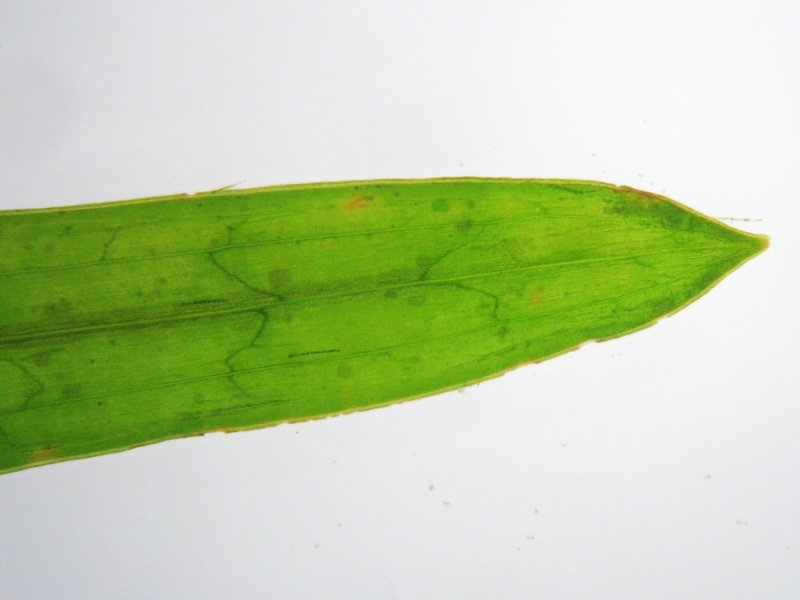
Blattadern

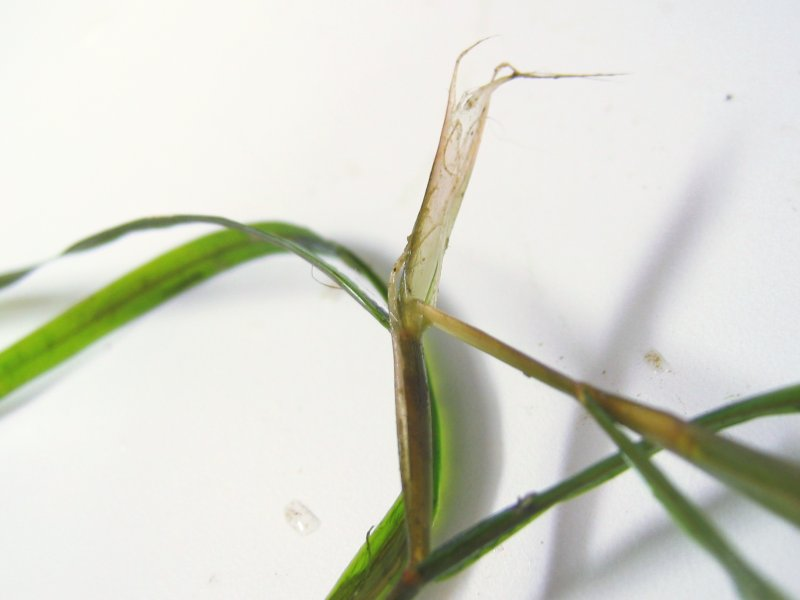
Verdickter Blattgrund

## Beschreibung
Der Stängel des Flachstängeligen Laichkrautes wird bis zu 2 m lang und ist in Fließgewässern meist spärlich, in Stehgewässern dagegen oft stark verzweigt. Besonders charakteristisch an ihm ist, dass er zusammengedrückt ist und häufig geflügelt erscheint. Die Blätter sind allesamt untergetaucht, grün oder bräunlich gefärbt und können bis 20 cm lang und bis 4 cm breit werden. Am Grund weisen diese häufig verdickte Drüsen auf. Sie besitzen zudem fünf parallele Blattadern, wovon drei als deutliche Hauptadern ausgebildet sind. Dazwischen befinden sich recht viele quernervige Faserbündel, die ein sehr schwer erkennbares Mittelstreifennetz bilden. Ein wichtiges Bestimmungsmerkmal ist die meist abgerundete Blattspitze, die nur selten eine kleine aufgesetzte Spitze aufweist. Die kleinen, reduzierten, meist 10 bis 15 Einzelblüten stehen in einer maximal 2 cm langen Ähre, deren Stiel 3 bis 12 cm lang wird. Die etwa 4 mm kleinen Früchte sind kurz geschnäbelt. Das Laichkraut bildet auch fächerförmige Winterknospen (Turionen) aus.
Die Chromosomenzahl der Art ist 2n = 26.